# EC XV de Novembro (Jaú)
EC XV de Novembro, ook bekend als XV de Jaú is een Braziliaanse voetbalclub uit Jaú, in de deelstaat São Paulo.

## Geschiedenis
De club werd opgericht in 1924. In 1951 werd de club kampioen in de tweede klasse van het Campeonato Paulista, nadat het Linense versloeg in de finale. Echter gaf dit nog geen recht op een promotie, de club moest eerst nog langs Jabaquara uit de hoogste klasse. XV won van Jabaquara en promoveerde zo voor het eerst. Nadat de club in 1959 degradeerde duurde het tot 1977 vooraleer de club terug kon promoveren naar de hoogste klasse. In 1979 nam de club voor het eerst deel aan de Série A en werd in de eerste ronde uitgeschakeld. In 1982 nam de club opnieuw deel en bereikte nu de tweede ronde. Nadat de club in 1993 degradeerde uit de hoogste klasse van het Campeonato Paulista kon de club nog één seizoen terugkeren in 1996.

## Bekende ex-spelers
- Wilson Mano
- Sonny Anderson